# Ivan Krstitelj Machiedo
Ivan Krstitelj Machiedo, též Ivan Batista Macchiedo, italsky Giovanni Battista Machiedo nebo Gianbattista Machiedo (29. prosince 1825 Hvar – 3. července 1905 Hvar), byl rakouský právník a politik z Dalmácie, v 60. letech 19. století poslanec rakouské Říšské rady.

## Biografie
V době svého působení v parlamentu je uváděn jako Dr. Johann Machiedo, starosta (podesta) ve Hvaru. Pocházel ze starobylého dalmatského rodu a byl jedním z jeho nejvýznamnějších představitelů. Privátně vystudoval gymnázium v Hvaru a ve Splitu, pak absolvoval Padovskou univerzitu, kde získal roku 1849 doktorát. Působil jako advokát. V 60. a 70. letech zastával úřad starosty Hvaru. Roku 1891 byl povýšen na šlechtice s přídomkem de Palilo.
Počátkem 60. let se s obnovou ústavního systému vlády zapojil do vysoké politiky. V zemských volbách roku 1861 byl zvolen na Dalmatský zemský sněm. Zemským poslancem byl v letech 1861–1867 a 1876–1901. Zastupoval kurii venkovských obcí, obvod Hvar. Během své politické dráhy prodělal ideologický a národnostní obrat od italského k chorvatskému táboru Zpočátku patřil ke straně dalmatských autonomistů (tzv. autonomaši, též talijanaši), kteří byli orientováni proitalsky a provídeňsky a odmítali chorvatské státoprávní aspirace. Později se od italského národního povědomí obrátil k chorvatskému hnutí a na sněmu zasedal za Národní stranu, později za Národní chorvatskou stranu. Město Hvar se v roce 1867 stalo díky jeho aktivitám jednou z prvních samospráv, které se orientovaly chorvatsky.
Působil také coby poslanec Říšské rady (celostátního parlamentu Rakouského císařství), kam ho delegoval Dalmatský zemský sněm roku 1861 (Říšská rada tehdy ještě byla volena nepřímo, coby sbor delegátů zemských sněmů). 27. května 1861 složil slib, rezignace byla oznámena dopisem 6. května 1862.